# Oxybelus uniglumis
Oxybelus uniglumis är en stekelart som först beskrevs av Carl von Linné 1758.  Oxybelus uniglumis ingår i släktet Oxybelus, och familjen Crabronidae. Arten är reproducerande i Sverige.